# Quản Trọng Hoàng
Quản Trọng Hoàng (1907–1942) là một nhà cách mạng Việt Nam.

## Cuộc đời
Quản Trọng Hoàng sinh năm 1907 ở làng An Định, Huyện Mỏ Cày, tỉnh Bến Tre (nay là xã An Định, huyện Mỏ Cày Nam, tỉnh Bến Tre) trong một gia đình nông dân. Thuở nhỏ, ông cùng anh trai Quản Trọng Linh học ở trường tiểu học trong tỉnh, rồi học trung học ở Mỹ Tho.
Năm 1926, ông tham gia phong trào để tang Phan Chu Trinh, phong trào đòi trả tự do cho Nguyễn An Ninh. Năm 1927, ông rời gia đình để hoạt động cách mạng, gia nhập Hội Việt Nam Cách mạng Thanh niên ở Sóc Trăng cùng anh trai Quản Trọng Linh và cô giáo Nguyễn Thị Nhỏ. Năm 1929, ông gia nhập An Nam Cộng sản Đảng. Đầu năm 1930, ông gia nhập Đảng Cộng sản Đông Dương, hoạt động ở khu vực Sài Gòn - Chợ Lớn.
Cao trào cách mạng 1930–1931 bị thực dân Pháp đàn áp dữ dội, ông cùng Quản Trọng Linh lánh vào rừng U Minh. Ban đầu, ông đến Giá Rai (Bạc Liêu) gây dựng cơ sở. Tháng 6 năm 1931, do nguy cơ bị lộ nên chuyển đến Phước Long (Rạch Giá). Giữa năm 1932, chi bộ ấp Ranh Hạt làng Vĩnh Thuận (Phước Long, nay là huyện Vĩnh Thuận) được thành lập, gồm Quản Trọng Hoàng, Quản Trọng Linh, Trần Mão, Hà Thị Lan, do Quản Trọng Linh làm Bí thư. Đây là chi bộ đảng đầu tiên trong vùng. Năm 1936, tận dụng cơ hội khi phong trào đòi dân sinh, dân chủ phát triển, ông mở các lớp bồi dưỡng chính trị ở Long Hồ (Vĩnh Long), Cái Da (Cần Thơ) và cùng Trần Văn Bảy mở lớp chính trị, xây dựng chi bộ Mỹ Quới (Sóc Trăng).
Năm 1938, ông được điều về Liên Tỉnh ủy Hậu Giang làm Phó Bí thư Liên tỉnh ủy, nhận nhiệm vụ xây dựng chi bộ Đảng cũng như căn cứ Liên Tỉnh ủy ở làng Phú Hữu (Châu Thành, Cần Thơ). Đồng thời, ông cùng Trần Văn Bảy đã chỉ đạo thành lập nhiều chi bộ ở trong và ngoài thị xã Cần Thơ. Đồng thời, các cơ sở Đảng ở các quận thuộc tỉnh Cần Thơ cũng phát triển mạnh, tiến tới thành lập các Ban Cán sự Đảng cấp quận (Quận ủy) Phụng Hiệp (Bí thư Nguyễn Văn Mai), Ô Môn (Bí thư Ngô Tám), Cầu Kè (Bí thư Trần Vĩnh Miêng). Theo chỉ thị của Liên Tỉnh ủy, Tỉnh ủy lâm thời Cần Thơ được thành lập do Quản Trọng Hoàng làm Bí thư.
Cuối năm 1938 đầu năm 1939, Liên Tỉnh ủy chỉ định Trần Văn Bảy làm Bí thư Tỉnh ủy Cần Thơ, Quản Trọng Hoàng được điều về Liên Tỉnh ủy, phụ trách báo Tiến Lên ở làng Mỹ Hòa (Trà Ôn). Trong thời gian này, ông từng bị thực dân Pháp bắt giữ nhưng vượt ngục thành công. Cuối năm 1939, ông tiếp tục kiêm nhiệm Bí thư Tỉnh ủy Cần Thơ, phụ trách chỉ đạo chuẩn bị cho khởi nghĩa. Tháng 7 năm 1940, ông trở thành Bí thư Liên Tỉnh ủy Hậu Giang thay Tạ Uyên làm Bí thư Xứ ủy Nam Kỳ, kiêm Xứ ủy viên.
Tháng 10 năm 1940, Ban Chỉ huy quân sự tỉnh Vĩnh Long được thành lập do Quản Trọng Hoàng làm Trưởng ban. Tháng 11, ông chỉ huy lực lượng khởi nghĩa Nam Kỳ ở thị xã Vĩnh Long. Khởi nghĩa thất bại, ông bị bắt và giam giữ tại Khám lớn Cần Thơ. Tháng 1 năm 1941, ông bị thực dân Pháp kết án tử hình. Ngày 22 tháng 7 năm 1942, ông bị xử bắn tại Hóc Môn cùng chín đồng chí khác.

## Vinh danh
Tên của ông được đặt cho một con đường ở phường Hưng Lợi (Ninh Kiều, Cần Thơ) và thị trấn Cái Nhum (Mang Thít, Vĩnh Long). Và một trường học ở tỉnh Bến Tre là Trường THPT Quản Trọng Hoàng ở An Thạnh, Mỏ Cày Nam, Tỉnh Bến Tre.

## Gia đình
Cô ruột là Quản Thị Củng, từng là Hiệu trưởng trường tiểu học Hương Điểm (Bến Tre), nơi bà Nguyễn Thị Nhỏ làm giáo viên. Bà Củng về sau cũng gia nhập Đảng Cộng sản Đông Dương chi bộ Tân Hào do Đồng Văn Cống làm Bí thư.
Năm 1938, ông được Liên Tỉnh ủy tổ chức lễ cưới với người yêu là bà Ngô Thị Huệ (Ủy viên Tỉnh ủy Cần Thơ, Ủy viên Liên Tỉnh ủy Hậu Giang). Tuy nhiên, theo lời kể của bà Huệ, do hoàn cảnh hoạt động bí mật nên lễ cưới thực chất mới chỉ dừng là ở lễ hỏi, dự tính khi giành thắng lợi thì hai người mới tổ chức hôn lễ chính thức. Ngay sau đám cưới, ông Hoàng lại về Cần Thơ hoạt động, bà Huệ cũng trở về Vĩnh Long.